# Джавский муниципалитет
Джа́вский муниципалитет (груз. ჯავის მუნიციპალიტეტი, до 2006 года — Джавский район) — административная единица в Грузии. Административный центр — Джава. Грузией не контролируется с 1990-х годов и располагается на части территории Дзауского района Южной Осетии.